# Les Enragés

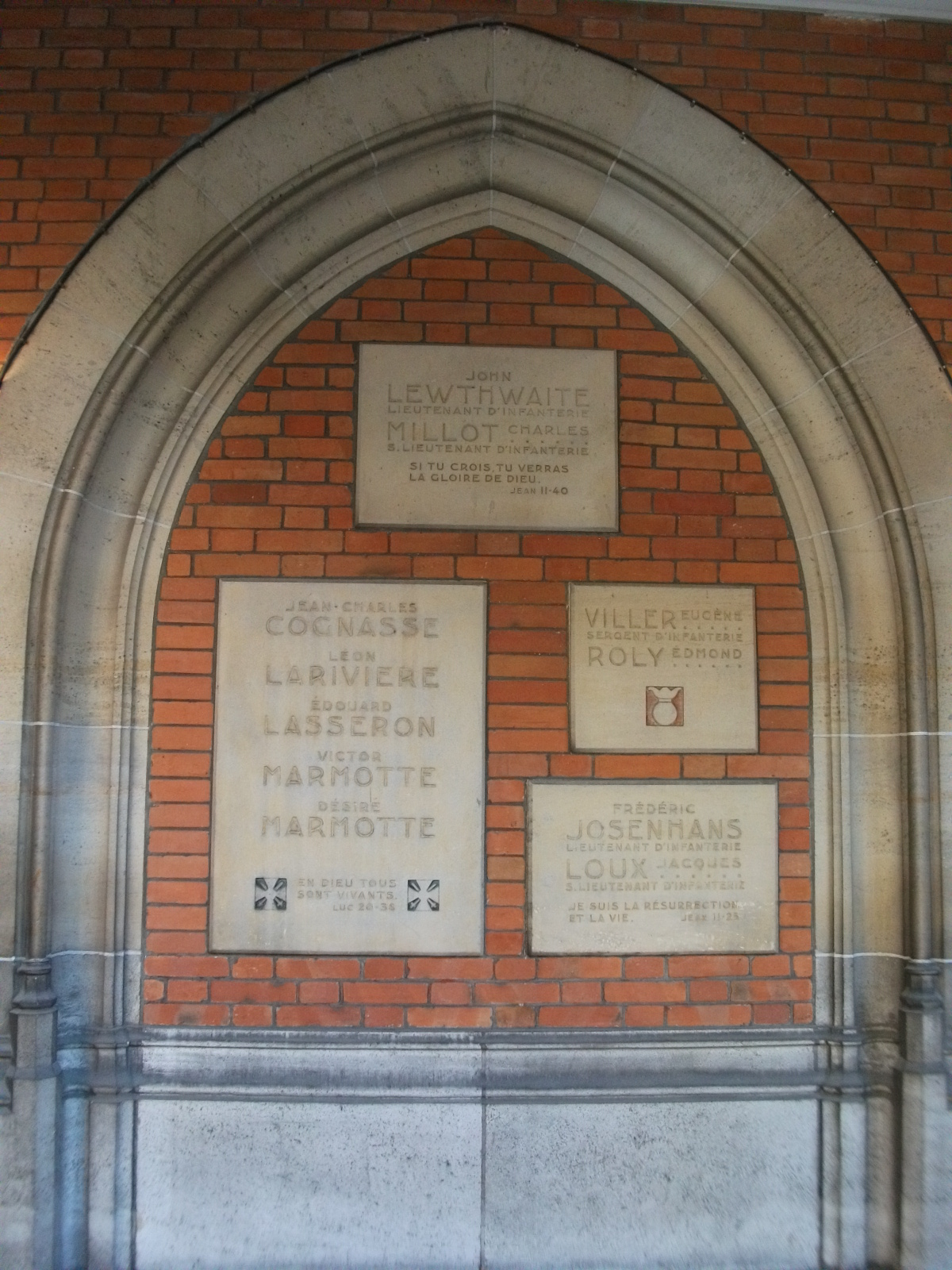
Jacques Roux på minnestavla i Reims.

Les Enragés (franska: De rasande) var en liten grupp politiska brandtalare, som försvarade de lägre klasserna och uttryckte kraven från de radikala sansculotterna under franska revolutionen. De spelade en aktiv roll i de upplopp som i slutet av maj och början av juni 1793 i Paris ledde till att Gironden uteslöts ur nationalkonventet, vilket gjorde att Berget kunde ta full kontroll.
Les Enragés var inte ett enat parti och det finns endast svaga tecken på att de samarbetade. Deras åsikter kan beskrivas som anarkistiska, med en stark misstro mot de flesta politiska organisationer.

## Historia
Den vänsterradikala och antiauktoritära gruppen Les Enragés uppkom för första gången under franska revolutionen. Den 25 juni 1793 utropade de att 
"Friheten är en chimär när den ena klassen ostraffat kan låta den andra klassen svälta!”
Les Enragés gav samma år ut pamfletterna ”Explosion” av Jean-François Varlet (1764-1832) och ”Manifeste des Enragés” av Jacques Roux (1752-1794), som våldsamt kritiserade staten, kapitalet, kyrkan, varje typ av regering och de auktoritära dragen i revolutionen.
”Hur machiavellistisk och monstruös är inte denna revolutionära regering!
För varje tänkande människa är revolution och regering oförenliga!”
säger Jean-François Varlet. Till denna anarkistiska gruppering slöt sig också skådespelerskan Claire Lacombe från Marseille med sin betydande revolutionära kvinnoorganisation. Claire föreslog bland annat instiftandet av kvinnliga ”amazonkompanier” till revolutionens försvar. Les Enragés fick också stöd av Theophile Leclerc och hans tidning ”Folkets Vän”. Man ville säkra den individuella friheten för alla genom ekonomisk demokrati.

## Les Enragés 1968
Les Enragés återkom som gruppbeteckning i Majrevoltens Paris. I Strasbourg 1966 (där man tog över studentkåren, använde dess kassa till att ge ut den skandalösa pamfletten "Misären i studentens miljö" och sedan gick under jorden) och i Nanterre 1968 ingick Les Enragés samarbete med Internationale Situationniste.